# Be'eri
Be'eri (in ebraico בְּאֵרִי‎?) è un kibbutz israeliano situato nel distretto Meridionale.

## Geografia
Be'eri è situato nel Negev a 5 km dal confine con la Striscia di Gaza.

## Storia
Il kibbutz è stato fondato il 6 ottobre 1946 come uno degli 11 punti del Negev. Si trovava vicino a Wadi Nahabir, pochi chilometri a sud di Be'erot Yitzhak. I suoi fondatori erano membri del movimento HaNoar HaOved VeHaLomed, che si erano addestrati a Maoz Haim, e alcuni scout ebrei. Il nome è stato dato a Berl Katznelson, poiché Be'eri (un nome biblico) era il suo nome di penna.
Nel 1947 Be'eri contava oltre 150 abitanti. I primi coloni si dedicarono alla bonifica del territorio e alla piantumazione di alberi. Il gruppo fu ampliato da giovani ebrei provenienti dall'Iraq.
Dopo l'indipendenza di Israele, il kibbutz è stato spostato di tre chilometri a sud-est, nella sua posizione attuale. A partire dalla Seconda Intifada, il kibbutz è stato ripetutamente colpito dagli attacchi di razzi Qassam e per i combattimenti vicino alla barriera Israele-Gaza, distante otto chilometri.
Nel corso degli attacchi del 7 ottobre 2023, i miliziani di Hamas si sono infiltrati nel kibbutz, hanno preso in ostaggio un numero imprecisato di civili israeliani uccidendone almeno 108.